# ブラック・ムーン
ブラック・ムーン (Black Moon) は、エマーソン・レイク・アンド・パーマー（ELP）が1992年に発表したアルバム。

## 解説

### 製作までの経緯
1989年に3(スリー)が解散した後、キース・エマーソンは様々なプロジェクトやセッションをしながら、ソロ・アルバムの制作を目指してデモ曲を作っていた。しかし多くのレコード会社は、彼のソロ・アルバムではなくELPの新作を望んでいた。特に、このころ新しく発足したヴィクトリー・レコードの社長のフィル・カーソンが熱心であった。エマーソンはこういった環境に抗しきれず、同じように周囲からELPの再結成を熱望されていたグレッグ・レイクと話し合った。そして1991年に再結成が決定した。

### 内容
本作は再結成したELPが1992年にヴィクトリー・レコードから発表した1990年代の第1作目のアルバムで、1978年の「ラブ・ビーチ」以来14年ぶりのスタジオ録音である。プロデューサーにはマーク・マンシーナが迎えられた。
全10曲のうち6曲が本作の為に新たに作曲されたもので、そのうち「バーニング・ブリッジズ」はマンシーナの作品である。残りの4曲のうち、「ロメオ・アンド・ジュリエット」「チェンジング・ステイツ」「クロース・トゥ・ホーム」の3曲はエマーソンが1989年から90年にかけて制作した未発表のソロ・アルバムからの作品で、「ロメオ・アンド・ジュリエット」はプロコフィエフ作曲のバレエ音楽「ロメオとジュリエット」作品64（1936年）の第13曲「騎士たちの踊り」の改作である。「アフェアズ・オブ・ザ・ハート」はレイクがソロ・アルバムの為にジェフ・ダウンズと共作した。
当時の最新式のシンセをふんだんに使ったデジタルサウンドで仕上げられているが、ハモンド・オルガンのソロ演奏が披露される「ペーパー・ブラッド」や、「ザ・スコアー」（1986年）に近い曲想を持つ「チェンジング・ステイツ」などが示すように、音楽性は旧来のELPから引き継がれた要素を含んでいる。

## 評価
アメリカでの最高位は78位と芳しいものではなく、日本でもオリコンチャートで16位とトップ20入りを記録したとは言え、評価は高くなかった。一方で同年9月の来日公演は追加公演も含めてチケットが完売するなど、こちらは評判が良かった。

## 収録曲
1. ブラック・ムーン
2. ペーパー・ブラッド
3. アフェアズ・オブ・ザ・ハート
4. ロメオ・アンド・ジュリエット
5. フェアウェル・トゥ・アームズ
6. チェンジング・ステイツ
7. バーニング・ブリッジズ
8. クロース・トゥ・ホーム
9. ベター・デイズ
10. フットプリンツ・イン・ザ・スノウ
11. ブレイド・オブ・グラス

- 11.は日本盤のみ収録のボーナス・トラック。ヨーロッパではシングル・カットされた「ブラック・ムーン」のB面に収録された。

| 各曲の演奏時間は en:Black_Moon_(album) による。日本盤のボーナス・トラックである＃11は合計時間に含まれていない。 |                                                                                   |                                 |                                                                                       |       |
| # | タイトル                                                                          | 作詞・作曲                      | 付記                                                                                  | 時間  |
| 1. | 「Black Moon (ブラック・ムーン)」                                                 | Emerson, Lake, Palmer           |                                                                                       | 6:56  |
| 2. | 「Paper Blood (ペーパー・ブラッド)」                                              | Emerson, Lake, Palmer           |                                                                                       | 4:26  |
| 3. | 「Affairs of the Heart (アフェアズ・オブ・ザ・ハート)」                           | Geoff Downs, Lake               |                                                                                       | 3:46  |
| 4. | 「Romeo and Juliet (ロメオ・アンド・ジュリエット)」                               | Sergei Prokofiev (instrumental) | バレエ音楽「 ロメオとジュリエット」作品64（1936年）の第13曲「騎士たちの踊り」の改作。 | 3:43  |
| 5. | 「Farewell to Arms (フェアウェル・トゥ・アームズ)」                               | Emerson, Lake                   |                                                                                       | 5:08  |
| 6. | 「Changing States (チェンジング・ステイツ)」                                      | Emerson (instrumental)          |                                                                                       | 6:02  |
| 7. | 「Burning Bridges (バーニング・ブリッジズ)」                                      | Mark Mancina                    |                                                                                       | 4:41  |
| 8. | 「Close to Home (クロース・トゥ・ホーム)」                                        | Emerson (instrumental)          |                                                                                       | 4:33  |
| 9. | 「Better Days (ベター・デイズ)」                                                  | Emerson, Lake                   |                                                                                       |       |
| 10. | 「Footprints in the Snow (フットプリンツ・イン・ザ・スノウ)」                     | Lake                            |                                                                                       | 3:50  |
| 11. | 「A Blade of Grass (ブレイド・オブ・グラス)」(日本盤のみ収録のボーナス・トラック) | Emerson (instrumental)          | ヨーロッパではシングル「Black Moon」のB面に収録。2:15。                               |       |
| 合計時間: | 合計時間:                                                                         | 合計時間:                       | 合計時間:                                                                             | 43:05 |

## 参加ミュージシャン
Emerson, Lake and Palmer
- Keith Emerson – ヤマハ・GX-1、スタインウェイ・グランド・ピアノ、モジュラー・モーグ、ミニ・モーグ、ハモンド・オルガン（#2）
- Greg Lake – ボーカル、ギター、ベース・ギター、ハーモニカ (#2)
- Carl Palmer – ドラムス、パーカッション